# Митне-Лудани
Митне Лудани (словац. Mýtne Ludany) — село, громада округу Левіце, Нітранський край. Кадастрова площа громади — 17.65 км².
Населення 950 осіб (станом на 31 грудня 2018 року).

## Історія
Митне Лудани згадуються 1075 року.

## Населення
| Рік:            | 1994. | 2004.   | 2014.   | 2024.   |
| --------------- | ----- | ------- | ------- | ------- |
| Кількість осіб: | 917   | 903     | 987     | 1018    |
| Різниця:        |       | -1,52 % | +9,30 % | +3,14 % |

| Рік:            | 2023. | 2024.   |
| --------------- | ----- | ------- |
| Кількість осіб: | 1003  | 1018    |
| Різниця:        |       | +1,49 % |